# Urzainqui/Urzainki
Urzainqui/Urzainki (spanisch Urzainqui, baskisch Urzainki) ist ein Ort und eine Gemeinde im baskischsprachigen Teil der Autonomen Gemeinschaft Navarra mit 78 Einwohnern (Stand: 2024).

## Lage
Urzainqui/Urzainki liegt etwa 45 Kilometer östlich von Pamplona nahe der Grenze zwischen Frankreich und Spanien in einer Höhe von ca. 725 m.

## Sehenswürdigkeiten

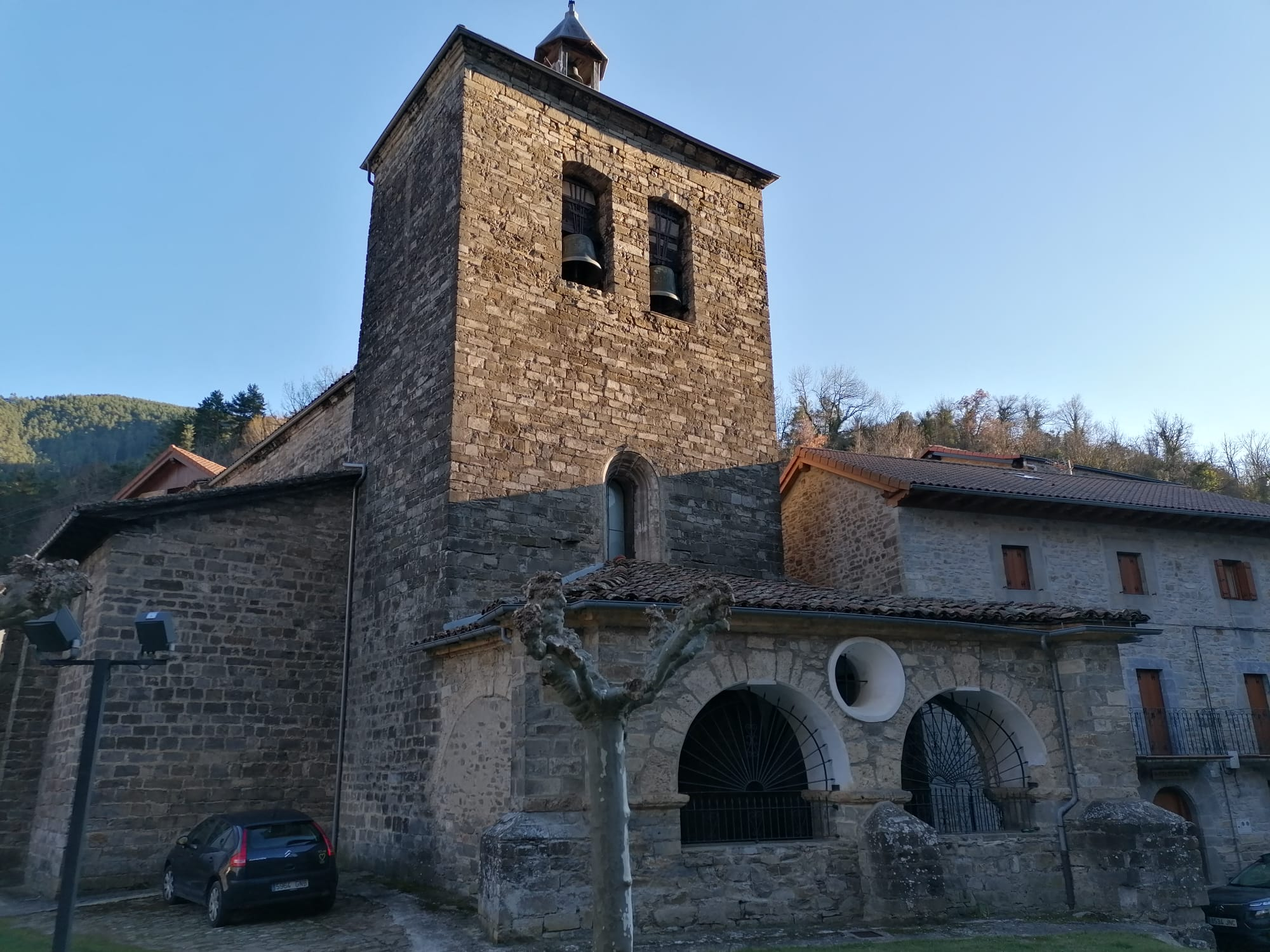
Martinskirche

- Martinskirche